# Tommaso Benvenuti
Tommaso Benvenuti (Vittorio Veneto, 12 dicembre 1990) è un rugbista a 15 italiano, tre quarti centro del Benetton.

## Biografia
Cresciuto nel Mogliano dai sei ai tredici anni, nel 2004 entrò nelle giovanili del Benetton.
Essenzialmente centro, anche se capace di ricoprire tutti i ruoli della tre quarti, Benvenuti fu tra gli allievi dell'Accademia federale della FIR fino al 2009, anno in cui il C.T. della Nazionale italiana Nick Mallett lo aggregò alla prima squadra durante il Sei Nazioni pur senza mai schierarlo.
Esordì in campionato con il Benetton nella stagione 2009-10 vincendo il titolo di campione d'Italia e nella stagione successiva fu tra i titolari della squadra nella nuova avventura in Celtic League; del novembre 2010 è, infine, l'esordio in nazionale, a Verona contro l'Argentina.
In occasione della Coppa del Mondo di rugby 2011 in Nuova Zelanda fu inserito nella rosa dei 30 giocatori selezionati per la manifestazione.
Nel maggio del 2013 si trasferì per due stagioni al Perpignano, nel campionato francese, per poi passare in Inghilterra al Bristol, in seconda divisione.
Dal 2016 è di nuovo in Italia a Treviso e nel 2019 ha preso parte alla sua terza Coppa del Mondo consecutiva.
Vanta una convocazione nei Barbarians, in occasione di un incontro a Twickenham della formazione inglese a inviti contro un XV dell'Argentina il 1º dicembre 2018.

## Palmarès
- Campionati italiani: 1
Benetton Treviso: 2009-10